# ستيف بيرسفورد
ستيف بيرسفورد (بالإنجليزية: Steve Beresford)‏ هو مدرس وملحن بريطاني، ولد في 6 مارس 1950 في Wellington, Shropshire ‏ في المملكة المتحدة.

## وصلات خارجية
- ستيف بيرسفورد على موقع IMDb (الإنجليزية)
- ستيف بيرسفورد على موقع ميوزك برينز (الإنجليزية)
- ستيف بيرسفورد على موقع أول ميوزيك (الإنجليزية)
- ستيف بيرسفورد على موقع ديسكوغز (الإنجليزية)
- ستيف بيرسفورد على موقع قاعدة بيانات الفيلم (الإنجليزية)